# Droits LGBT aux États-Unis
Pour des articles plus généraux, voir LGBT aux États-Unis et Droits LGBT.
Les droits des personnes lesbiennes, gays, bisexuels et transgenres aux États-Unis ont considérablement évolué au fil du temps. Avant 1962, les 50 États criminalisaient les relations sexuelles entre personnes de même sexe, mais en 2015, les Américains LGBT ont obtenu le droit de se marier dans tout le pays. En outre, dans de nombreux États et municipalités, ces personnes sont légalement protégées contre la discrimination en matière d'emploi, de logement et d'accès aux logements publics, bien qu'ils ne bénéficient toujours pas de protections juridiques complètes contre la discrimination au niveau fédéral.
De nombreux américains LGBT continuent de faire face à des défis juridiques et sociaux que ne connaissent pas les résidents non LGBT, en particulier dans les États à forte population conservatrice, comme le Sud profond, de nombreuses régions du Midwest, les zones rurales et certaines nations tribales amérindiennes.
De nombreux droits sont établis par la Cour Suprême. Dans cinq décisions historiques rendues entre 1996 et 2020, la Cour invalide une loi d'État interdisant la reconnaissance d'une classe protégée fondée sur l'homosexualité, annule les lois sur la sodomie dans tout le pays, annule la section 3 de la loi sur la défense du mariage, légalise le mariage entre personnes de même sexe dans tout le pays et interdit la discrimination à l'embauche à l'encontre des employés homosexuels et transgenres.
La législation anti-discrimination liée aux LGBT en matière de logement et de services privés et publics varie selon les États, ce qui laisse certains résidents sans protection. Vingt-trois États plus Washington, D.C., Guam et Porto Rico interdisent la discrimination fondée sur l'orientation sexuelle, et vingt-deux États plus Washington, D.C. interdisent la discrimination fondée sur l'identité ou l'expression de genre.
Le droit de la famille varie également selon les États. L'adoption d'enfants par des couples mariés de même sexe est légale dans tout le pays depuis juin 2015, à la suite de la décision de la Cour suprême dans l'affaire Obergefell v. Hodges (bien que le Mississippi n'a pas eu son interdiction d'adoption par des couples de même sexe invalidée par un tribunal fédéral avant mars 2016). Les politiques en matière d'adoption varient considérablement d'une juridiction à l'autre. Certains États autorisent l'adoption par tous les couples, tandis que d'autres interdisent l'adoption aux couples non mariés.
Depuis 2023, plusieurs États américains ont mis en place des lois transphobes, comme l’interdiction d’utiliser les toilettes des femmes et de participer à des événements sportifs féminins pour les femmes transgenres ou encore l’interdiction de prononcer les mots « gay, lesbienne, bisexuel et transgenre » dans les écoles (« Don’t say gay »). Ce ne sont que trois exemples venant du site Human Rights Campaing, qui répertorie les législations de chaque État en matière de droits LGBTQIA+. En décembre 2024, Donald Trump a déclaré qu’il signerait « des décrets pour mettre fin aux mutilations sexuelles des enfants, exclure les transgenres de l’armée et les exclure des écoles primaires, des collèges et des lycées ». En 2025, il a donc signé un décret qui met fin aux aides publiques pour les transitions de genre des personnes mineures et interdit au gouvernement fédéral de financer les établissements qui pratiquent les traitements de transition de genre des mineurs. De plus, depuis janvier 2025, les personnes transgenres reçoivent de nouveaux passeports pour remplacer ceux faits à la suite de leurs transitions. Ces nouveaux passeports indiquent le genre donné à la naissance, supprimant le droit à ces personnes de vivre selon le genre qui leur correspond.
Dans son discours d’investiture, le président américain a déclaré : « Dès d’aujourd’hui, ce sera la politique officielle du gouvernement des États-Unis qu’il n’y a que deux genres : masculin et féminin ». Dans cette perspective, la dénomination non-binaire « X » sur les documents officiels (passeport, visa), qui avait été mise en place par Joe Biden, a été supprimée, créant un cauchemar administratif pour les personnes qui avaient entamé les démarches. Cette loi fait légalement disparaître les personnes non-binaires. 
Désormais, même les touristes transgenres et non-binaires devront indiquer leur genre de naissance sur leur visa. Certaines guidelines de l’initiative fédérale « diversity, equity and inclusion » (DEI) dans les entreprises ont été révoqués et les fonds drastiquement réduits. En conséquence, beaucoup d’entreprises ont abandonné cette initiative, qui visait pourtant à créer un environnement de travail équitable et sans discrimination pour tous. La communauté LGBTQIA+ craint pour ses droits à l’avenir. Au contraire, l'État associé de Porto Rico autorise désormais[Depuis quand ?] les personnes non binaires et non conformes au genre de sélectionner « X » comme marqueur de genre, sur leurs certificats de naissance.
En juin 2025, la Cour suprême des États-Unis a voté à six voix contre trois pour confirmer une loi proposée par le Tennessee visant à interdire les soins de réinsertion sociale pour les mineurs, permettant ainsi à d'autres États de mettre en œuvre des interdictions similaires.